# Phaea tricolor
Phaea tricolor es una especie de escarabajo longicornio del género Phaea, tribu Tetraopini, subfamilia Lamiinae. Fue descrita científicamente por Bates en 1881.

## Descripción
Mide 8-11,5 milímetros de longitud.

## Distribución
Se distribuye por Guatemala y México.